# Roumanie au Concours Eurovision de la chanson 2022
La Roumanie est l'un des quarante pays participants du Concours Eurovision de la chanson 2022, qui se déroule à Turin en Italie. Le pays est représenté par le chanteur WRS et sa chanson Llámame, sélectionnés via l'émission Selecția Națională 2022. Le pays se classe 18e avec 65 points lors de la finale.

## Sélection
La participation du diffuseur autrichien à l'Eurovision 2022 est confirmée le 20 octobre 2021, lors de la publication de la liste officielle des participants. Le 23 novembre 2021, le diffuseur confirme que son représentant sera sélectionné via un télé-crochet.

### Format
La sélection se divise en deux phases principales. Tout d'abord, du 5 au 10 février 2022, 45 chansons choisies parmi les candidatures reçues par le diffuseur sont soumises à un vote en ligne du public et d'un jury de professionnels. Le jury sélectionne d'abord 15 de ces chansons. De plus, les cinq chansons les mieux classées du vote en ligne mais non-qualifiées par le jury se qualifient également. Ainsi, 20 chansons se qualifient pour la partie télévisée de la sélection.
Le télé-crochet se divise en deux soirées : une demi-finale, diffusée le 12 février 2022, à laquelle les vingt artistes encore en lice participent et dont dix artistes se qualifient pour la finale. Les résultats détaillés de la demi-finale ne sont pas publiés. Lors de la finale, le 5 mars 2022, le résultat est décidé par un vote mêlant le vote d'un jury de professionnels de cinq personnes et le télévote roumain. Chacun des cinq jurés attribue de 1 à 8 puis 10 et 12 points. Le télévote attribue, pour sa part, 12 points à la chanson ayant reçu le plus de votes. Les autres chansons reçoivent un nombre de points correspondant au nombre de votes reçus par ladite chanson divisé par le nombre de votes reçus par la chanson avec le plus de votes ; ce nombre est ensuite multiplié par 12 et arrondi à deux décimales. Ainsi, une chanson ayant reçu exactement 10 % des votes de la première recevra 1,2 points.

### Chansons
Du 27 novembre au 19 décembre 2021, le diffuseur roumain ouvre la période de candidatures pour compositeurs et chanteurs. Au terme de celle-ci, TVR annonce avoir reçu 94 candidatures. Les 45 artistes sélectionnés pour participer à la première phase sont annoncés le 23 décembre 2021.
Dans l'intervalle avant le début du vote en ligne, plusieurs changements ont lieu : il a été choisi d'ajouter un groupe parmi les candidats, un autre groupe a changé sa chanson et deux artistes se sont retirés de la compétition, une sans donner ses raisons et l'autre après avoir contracté la covid-19.

### Vote en ligne
- Qualifié du jury
- Qualifié du vote en ligne

| Artiste                                | Chanson                 | Voix   | Place |
| -------------------------------------- | ----------------------- | ------ | ----- |
| Aldo Blaga                             | Embers                  | 1 423  | 11    |
| Alex Parker and Bastien                | All This Love           | 453    | 31    |
| Alexa                                  | Hoodies and Cold Nights | 863    | 20    |
| Alina Amon                             | Without You             | 985    | 16    |
| Ana                                    | Youngster               | 380    | 35    |
| Andra Oproiu                           | Younique                | 1 860  | 7     |
| Andrea Stocchino                       | Avere paura             | 502    | 28    |
| Andrei Petruș                          | Take Me                 | 1 650  | 8     |
| Aris                                   | Do svidaniya            | 1 110  | 13    |
| Ayona                                  | Let Me Come to You      | 254    | 38    |
| Bogdan Dumitraș                        | Sign                    | 444    | 32    |
| Carmen Trandafir                       | Măști                   | 588    | 24    |
| Cezar Ouatu                            | For Everyone            | 598    | 23    |
| Ciro de Luca                           | Imperdonabile           | 147    | 42    |
| Cream, Minodora and Diana Bucșa        | România mea             | 1 497  | 9     |
| Dan Helciug                            | 241                     | 1 271  | 12    |
| Dora Gaitanovici                       | Ana                     | 3 218  | 2     |
| E-an-na                                | Malere                  | 10 124 | 1     |
| Eliza G                                | The Other Half of Me    | 566    | 25    |
| Eugenia Nicolae feat. Cazanoi Brothers | Doina                   | 1 042  | 15    |
| Forțele de muncă                       | Hai afară, frate!       | 420    | 33    |
| Gabriel Basco                          | One Night               | 2 140  | 6     |
| Giulia-Georgia                         | Find Your Way           | 457    | 30    |
| Ivel                                   | Neverending             | 25     | 44    |
| Jessie                                 | Regret                  | 251    | 39    |
| Kyrie Mendél                           | Hurricane               | 148    | 41    |
| Letiția Moisescu                       | Mirunica                | 500    | 29    |
| Leyah                                  | I'll Be Fine            | 534    | 27    |
| Mălina                                 | Prisoner                | 2 336  | 5     |
| Miryam                                 | Top of the Rainbow      | 902    | 18    |
| Møise                                  | Guilty                  | 537    | 26    |
| Oana Tăbultoc                          | Utopia                  | 2 629  | 4     |
| Olivia Miheț                           | Fragile                 | 274    | 37    |
| Othello                                | You're Worthy           | 329    | 36    |
| Outflow                                | Running in Circles      | 1 430  | 10    |
| Petra                                  | Ireligios               | 251    | 39    |
| Roberta-Maria Popa                     | Indigo                  | 896    | 19    |
| Romeo Zaharia                          | Until the Fight Is Over | 915    | 17    |
| Seeya                                  | Save Me                 | 71     | 43    |
| Sophia                                 | Beautiful Lies          | 410    | 34    |
| Stelian                                | Remember                | 839    | 22    |
| Vanu                                   | Never Give Up           | 1 084  | 14    |
| Vizi                                   | Sparrow                 | 2 753  | 3     |
| WRS                                    | Llámame                 | 842    | 21    |

### Demi-finale
- Qualifié

| Ordre | Artiste                                | Chanson              |
| ----- | -------------------------------------- | -------------------- |
| 1     | Alex Parker and Bastien                | All This Love        |
| 2     | Aldo Blaga                             | Embers               |
| 3     | Petra                                  | Ireligios            |
| 4     | Vizi                                   | Sparrow              |
| 5     | Vanu                                   | Never Give Up        |
| 6     | Mălina                                 | Prisoner             |
| 7     | WRS                                    | Llámame              |
| 8     | Andrei Petruș                          | Take Me              |
| 9     | Møise                                  | Guilty               |
| 10    | Gabriel Basco                          | One Night            |
| 11    | Cream, Minodora and Diana Bucșa        | România mea          |
| 12    | Oana Tăbultoc                          | Utopia               |
| 13    | Kyrie Mendél                           | Hurricane            |
| 14    | Dora Gaitanovici                       | Ana                  |
| 15    | Cezar Ouatu                            | For Everyone         |
| 16    | Andra Oproiu                           | Younique             |
| 17    | E-an-na                                | Malere               |
| 18    | Eugenia Nicolae feat. Cazanoi Brothers | Doina                |
| 19    | Eliza G                                | The Other Half of Me |
| 20    | Aris                                   | Do svidaniya         |

### Finale
- Vainqueur

| Ordre | Artiste                         | Chanson       | Jury | Télévote | Télévote | Total | Place |
| Ordre | Artiste                         | Chanson       | Jury | Voix     | Points   | Total | Place |
| ----- | ------------------------------- | ------------- | ---- | -------- | -------- | ----- | ----- |
| 1     | Andrei Petruș                   | Take Me       | 11   | 807      | 2,59     | 13,59 | 9     |
| 2     | Alex Parker and Bastien         | All This Love | 27   | 429      | 1,38     | 28,38 | 7     |
| 3     | Gabriel Basco                   | One Night     | 35   | 1 048    | 3,37     | 38,37 | 4     |
| 4     | Vanu                            | Never Give Up | 34   | 676      | 2,17     | 36,17 | 5     |
| 5     | Petra                           | Ireligios     | 34   | 412      | 1,32     | 35,32 | 6     |
| 6     | Møise                           | Guilty        | 10   | 585      | 1,88     | 11,88 | 10    |
| 7     | Cream, Minodora and Diana Bucșa | România mea   | 13   | 764      | 2,45     | 15,45 | 8     |
| 8     | Kyrie Mendél                    | Hurricane     | 46   | 641      | 2,06     | 48,06 | 2     |
| 9     | Dora Gaitanovici                | Ana           | 32   | 3 737    | 12       | 44    | 3     |
| 10    | WRS                             | Llámame       | 48   | 3 497    | 11,23    | 59,23 | 1     |

| Détail des votes du jury | Détail des votes du jury | Détail des votes du jury | Détail des votes du jury | Détail des votes du jury | Détail des votes du jury | Détail des votes du jury | Détail des votes du jury |
| Ordre                    | Chanson                  | A. Ungureanu             | O. Barabancea            | Randi                    | C. Faur                  | A. Romcescu              | Total                    |
| ------------------------ | ------------------------ | ------------------------ | ------------------------ | ------------------------ | ------------------------ | ------------------------ | ------------------------ |
| 1                        | Take Me                  | 1                        | 1                        | 1                        | 3                        | 5                        | 11                       |
| 2                        | All This Love            | 5                        | 4                        | 5                        | 6                        | 7                        | 27                       |
| 3                        | One Night                | 7                        | 3                        | 6                        | 7                        | 12                       | 35                       |
| 4                        | Never Give Up            | 4                        | 6                        | 4                        | 10                       | 10                       | 34                       |
| 5                        | Ireligios                | 6                        | 12                       | 8                        | 5                        | 3                        | 34                       |
| 6                        | Guilty                   | 3                        | 2                        | 3                        | 1                        | 1                        | 10                       |
| 7                        | România mea              | 2                        | 5                        | 2                        | 2                        | 2                        | 13                       |
| 8                        | Hurricane                | 10                       | 10                       | 10                       | 8                        | 8                        | 46                       |
| 9                        | Ana                      | 8                        | 7                        | 7                        | 4                        | 6                        | 32                       |
| 10                       | Llámame                  | 12                       | 8                        | 12                       | 12                       | 4                        | 48                       |

La finale se conclut sur la victoire de WRS avec sa chanson Llámame, qui représenteront donc la Roumanie à l'Eurovision 2022.

## À l'Eurovision
La Roumanie participe à la deuxième demi-finale, le 12 mai 2022. Elle s'y classe 9e avec 118 points, se qualifiant donc pour la finale. Lors de celle-ci, elle termine à la 12e place avec 65 points.